# Campo della Memoria
Il Campo della Memoria è un cimitero militare, dedicato ai marò del battaglione "Barbarigo" e agli altri combattenti della Repubblica Sociale Italiana, caduti nel 1944 sul fronte dello sbarco di Anzio contro le forze alleate, come in generale sugli altri fronti nella seconda guerra mondiale. Il cimitero si trova nel territorio della città di Nettuno.

## Storia
Costruito a partire dal 1991, fu inaugurato come sacrario militare il 28 marzo 1993. L'idea originaria fu di Alessandro Tognoloni, guardiamarina, medaglia d'oro al valor militare della RSI, il cui intento era di raccogliere le spoglie dei caduti della Xª MAS.
Dal 1999, il Campo della Memoria è riconosciuto cimitero di guerra, inserito nelle cerimonie ufficiali di commemorazione dei caduti: in quell'anno, nel contesto delle celebrazioni del 55º anniversario dello sbarco alleato, i sindaci delle città di Nettuno e di Anzio si recarono al Campo per rendere omaggio ai caduti della Repubblica Sociale Italiana. Il 20 giugno 2000 furono portate al Campo le prime sette salme di soldati ignoti della Xª MAS. 
Nel luglio 2004, con il contributo economico del Commissariato generale per le onoranze ai caduti del Ministero della difesa, furono eretti due blocchi con 42 loculi ciascuno, più un altare di pietra; sul frontone di ogni loculo fu scritto con incisione il nome di ogni caduto sepolto. 
Il 16 giugno 2005 al cimitero furono portati dal Verano le salme di sessantacinque militi, caduti sul fronte di Anzio come su altri fronti d'Italia; tra essi il capitano Umberto Bardelli, medaglia d'oro al valor militare della RSI.
Il 22 gennaio 2007 una delegazione di ufficiali della marina britannica rese omaggio con una cerimonia ai caduti.
L'8 maggio 2009, in occasione dell'82º Raduno Nazionale degli Alpini a Latina, fu la volta di cinquecento "Penne Nere" dell'Associazione Nazionale Alpini ad onorare i caduti insieme con alcuni rappresentanti delle truppe da montagna spagnole, alla presenza di un picchetto d'onore della Brigata alpina "Taurinense". 
Nella notte del 15 marzo 2013 ignoti penetrati nel cimitero rubarono tutte le targhe di bronzo recanti il nome dei caduti, successivamente rimpiazzate con il contributo di Onorcaduti.
Dal 13 gennaio 2024, la custodia del Campo della Memoria è affidata al Circolo Barbarigo, che si occupa della manutenzione ordinaria, dell’organizzazione delle cerimonie commemorative e dell’accoglienza dei visitatori.

## Descrizione
Essenzialmente, il Campo della Memoria è formato da un grande prato verde con un altare in pietra, un sepolcro e, al centro, una croce di sant'Andrea, rappresentativa della fede cristiana e della Xª MAS. La croce è dedicata a tutti i combattenti della RSI caduti nella seconda guerra mondiale.